# Mesajul imperial
Mesajul imperial sau Mesajul social al împăratului (în germană Kaiserliche Botschaft, Kaiser-Botschaft sau Kaiserliche Sozialbotschaft) se referă la mesajul lui Wilhelm I citit cu prilejul deschiderii celui de-al cincilea Reichstag German pe 17 noiembrie 1881 de către cancelarul Otto von Bismarck în Castelul regal din Berlin. Acest mesaj anunța inițiativa elaborării unei legislații sociale germane, după ce un prim proiect de lege a asigurărilor nu a fost adoptat în Reichstag.

## Conținut și semnificație
Conținutul mesajului imperial l-a reprezentat în principal anunțarea instituirii unui sistem de protecție împotriva accidentelor, bolilor și riscurilor îmbătrânirii populației apte de muncă, în special a lucrătorilor industriali.
Mesajul imperial a fost adoptat probabil cu scopul de a contracara amenințarea politică crescândă la adresa păcii interne cauzată de protestele în creștere ale muncitorilor care erau amenințați de exploatare și sărăcie ca urmare a dezvoltării tehnice și economice a țării. Potrivit lui Jürgen Osterhammel a fost „unul dintre obiectivele cancelarului [...] să slăbească instituțiile de asistență gestionate autonom ale mișcării muncitorești”.
Pe lângă domeniul asigurărilor sociale mesajul imperial a introdus principiul autoguvernării, care continuă să fie folosit și astăzi de instituțiile de asigurări sociale.
„Wir Wilhelm, von Gottes Gnaden Deutscher Kaiser, König von Preußen etc., thun kund und fügen hiermit zu wissen:

[...] Schon im Februar dieses Jahres haben Wir Unsere Ueberzeugung aussprechen lassen, daß die Heilung der sozialen Schäden nicht ausschließlich im Wege der Repression sozialdemokratischer Ausschreitungen, sondern gleichmäßig auf dem der positiven Förderung des Wohles der Arbeiter zu suchen sein werde. Wir halten es für Unsere Kaiserliche Pflicht, dem Reichstage diese Aufgabe von neuem ans Herz zu legen, und würden Wir mit um so größerer Befriedigung auf alle Erfolge, mit denen Gott Unsere Regierung sichtlich gesegnet hat, zurückblicken, wenn es Uns gelänge, dereinst das Bewußtsein mitzunehmen, dem Vaterlande neue und dauernde Bürgschaften seines inneren Friedens und den Hilfsbedürftigen größere Sicherheit und Ergiebigkeit des Beistandes, auf den sie Anspruch haben, zu hinterlassen. In Unseren darauf gerichteten Bestrebungen sind Wir der Zustimmung aller verbündeten Regierungen gewiß und vertrauen auf die Unterstützung des Reichstages ohne Unterschied der Parteistellungen.

In diesem Sinne wird zunächst der von den verbündeten Regierungen in der vorigen Session vorgelegte Entwurf eines Gesetzes über die Versicherung der Arbeiter gegen Betriebsunfälle mit Rücksicht auf die im Reichstag stattgehabten Verhandlungen über denselben einer Umarbeitung unterzogen, um die erneute Berathung desselben vorzubereiten. Ergänzend wird ihm eine Vorlage zur Seite treten, welche sich eine gleichmäßige Organisation des gewerblichen Krankenkassenwesens zur Aufgabe stellt. Aber auch diejenigen, welche durch Alter oder Invalidität erwerbsunfähig werden, haben der Gesammtheit gegenüber begründeten Anspruch auf ein höheres Maß staatlicher Fürsorge, als ihnen bisher hat zu Theil werden können.

Für diese Fürsorge die rechten Mittel und Wege zu finden, ist eine schwierige, aber auch eine der höchsten Aufgaben jedes Gemeinwesens, welches auf den sittlichen Fundamenten des christlichen Volkslebens steht. Der engere Anschluß an die realen Kräfte dieses Volkslebens und das Zusammenfassen der letzteren in der Form korporativer Genossenschaften unter staatlichem Schutz und staatlicher Förderung werden, wie Wir hoffen, die Lösung auch von Aufgaben möglich machen, denen die Staatsgewalt allein in gleichem Umfange nicht gewachsen sein würde. Immerhin aber wird auch auf diesem Wege das Ziel nicht ohne die Aufwendung erheblicher Mittel zu erreichen sein. [...]”—Auszug aus der Kaiserlichen Botschaft

## Monument

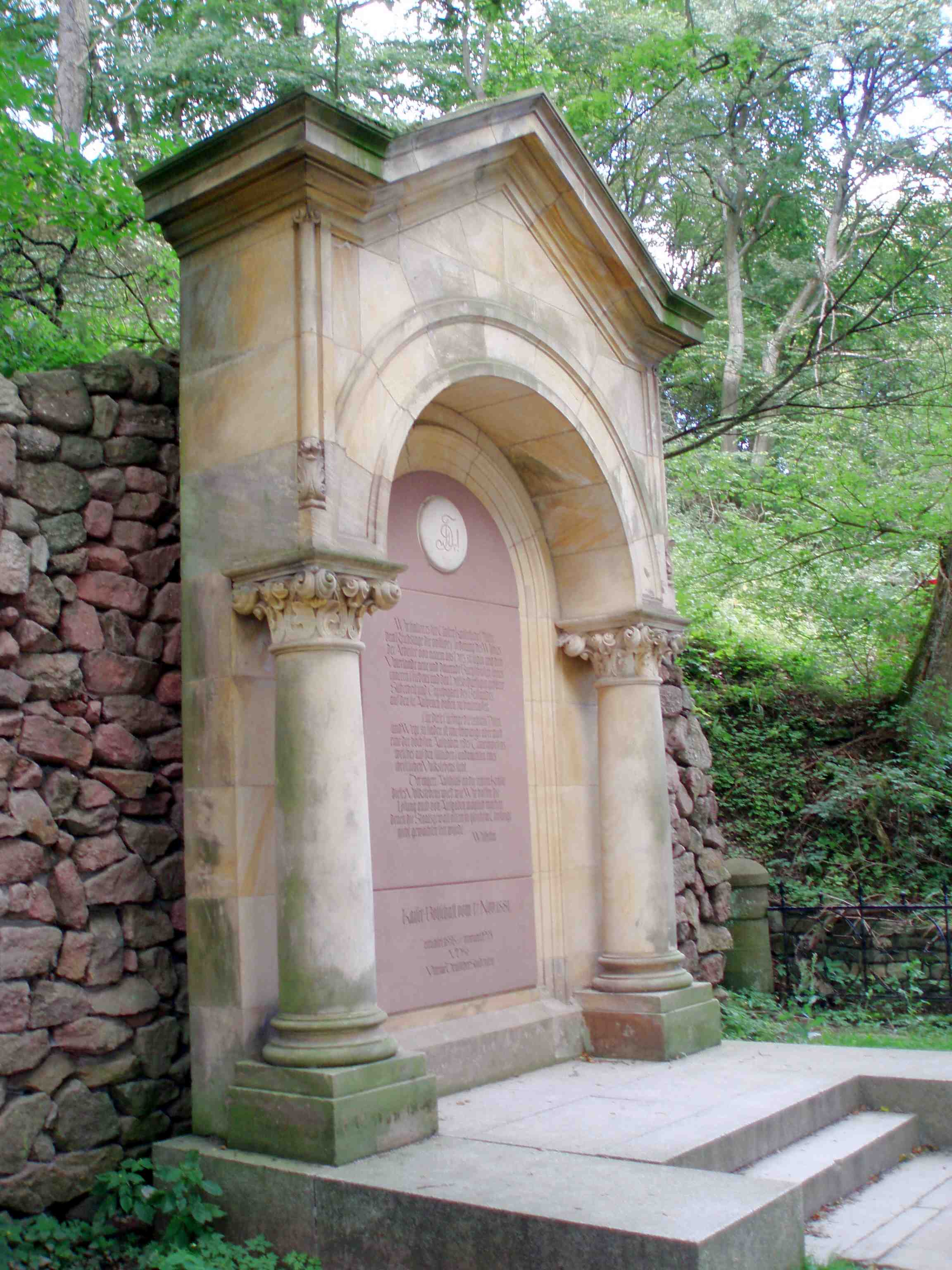
Monumentul ridicat în amintirea mesajului imperial

În anul 1896 Verband der Vereine Deutscher Studenten (Asociația Cluburilor Studențești Germane) a pus piatra de temelie a monumentului memorial al mesajului imperial de pe muntele Kyffhäuser la Bad Frankenhausen.